# Малая Полянка
Ма́лая Поля́нка — улица в районе Якиманка Центрального административного округа города Москвы. Проходит от Бродникова переулка, пересекая 1-й Хвостов переулок, до 1-го Спасоналивковского переулка. К Малой Полянке также примыкают 2-й Полянский и 2-й Хвостов переулки.

## История и название
Малая Полянка появилась ещё в допетровские времена. Как и Большая Полянка, давшая ей название, Малая Полянка связывала торжище — Полянский рынок — со слободами близ Земляного вала.
Здесь в 1840-е годы жили Афанасий Фет и Аполлон Григорьев, в конце XIX века В. О. Ключевский.
Вплоть до 1930-х годов квартал к востоку от Малой Полянки, между Вторым Полянским переулком и Бродниковым переулком занимал обширный Полянский рынок — центр общественной жизни Якиманской части. На его месте стоит школьное здание и наземный выход из станции метро «Полянка».
Обширный квартал к западу от Полянского рынка (№ 2/3), включая памятник архитектуры — жилой дом 1794 года на углу 2-го Хвостова переулка (№ 2/3 строение 5) — был уничтожен в 2000—2003 строителями жилого комплекса «Онегин». Угловой дом «воссоздан» в бетоне. Относительно нетронутой остаётся лишь восточная сторона улицы от 1-го Хвостова до 1-го Спасоналивковского переулка, все дома которой включены в реестр охраняемых памятников.

## Примечательные здания и сооружения

### По нечётной стороне
- № 7,  памятник архитектуры — городская усадьба Хлудовых XVIII—XIX веков
  - стр. 1, на углу 1-го Хвостова переулка — главный дом усадьбы, 1780—1792[4];
  - стр. 2 — усадебная постройка;
  - стр. 3 — усадебный флигель, одноэтажное деревянное здание на каменной основе с мезонином (1861 г. — постройка, 1869 г. — каменная основа);
  - стр. 7 (в глубине участка) — доходный дом Хлудовых (1914, архитектор В. В. Шервуд, надстроен в 1940-е годы). Здесь, в квартире № 7 жил и работал писатель И. С. Шмелёв[4].
- № 9 — городская усадьба Офросимовой — Викторовых — Воронцова.
  - стр. 1 — главный дом усадьбы (1900—1915, построен по проекту И. П. Машкова)
  - стр. 6 и 7 — усадебные флигели, 1880-е[4]. Фасад северного флигеля по Малой Полянке претендует на звание самого узкого фасада Москвы. В наши дни — психоневрологический диспансер.
- № 11 — городская усадьба Барятинских XVIII—XIX веков[4].

### По чётной стороне
- № 6 — жилой дом, в котором жил историк В. О. Ключевский)[4].
- № 8 — дом работников Совета Министров СССР (1972). В доме до 2008 года проживал кардиолог, доктор медицинских наук, заслуженный деятель науки РСФСР И. Г. Аллилуев, сын Светланы Аллилуевой и внук Сталина.
- № 10 — доходный дом Ермолова А. Я.[5] (1908, архитектор Е. Дулин)[1].

- Дом № 6
- Дом № 7 (строение 2), далее № 9 и 11
- Внутренний двор дома № 9

## Транспорт
- Станция метро  Полянка.
- Станции метро  Октябрьская и  Октябрьская.
- Автобусы м6, т8 по Большой Полянке.
- Автобусы м1, т4, т7, 144, н11 по Большой Якиманке.